# 奥布罗希内
49°47′7″N 23°52′7″E / 49.78528°N 23.86861°E

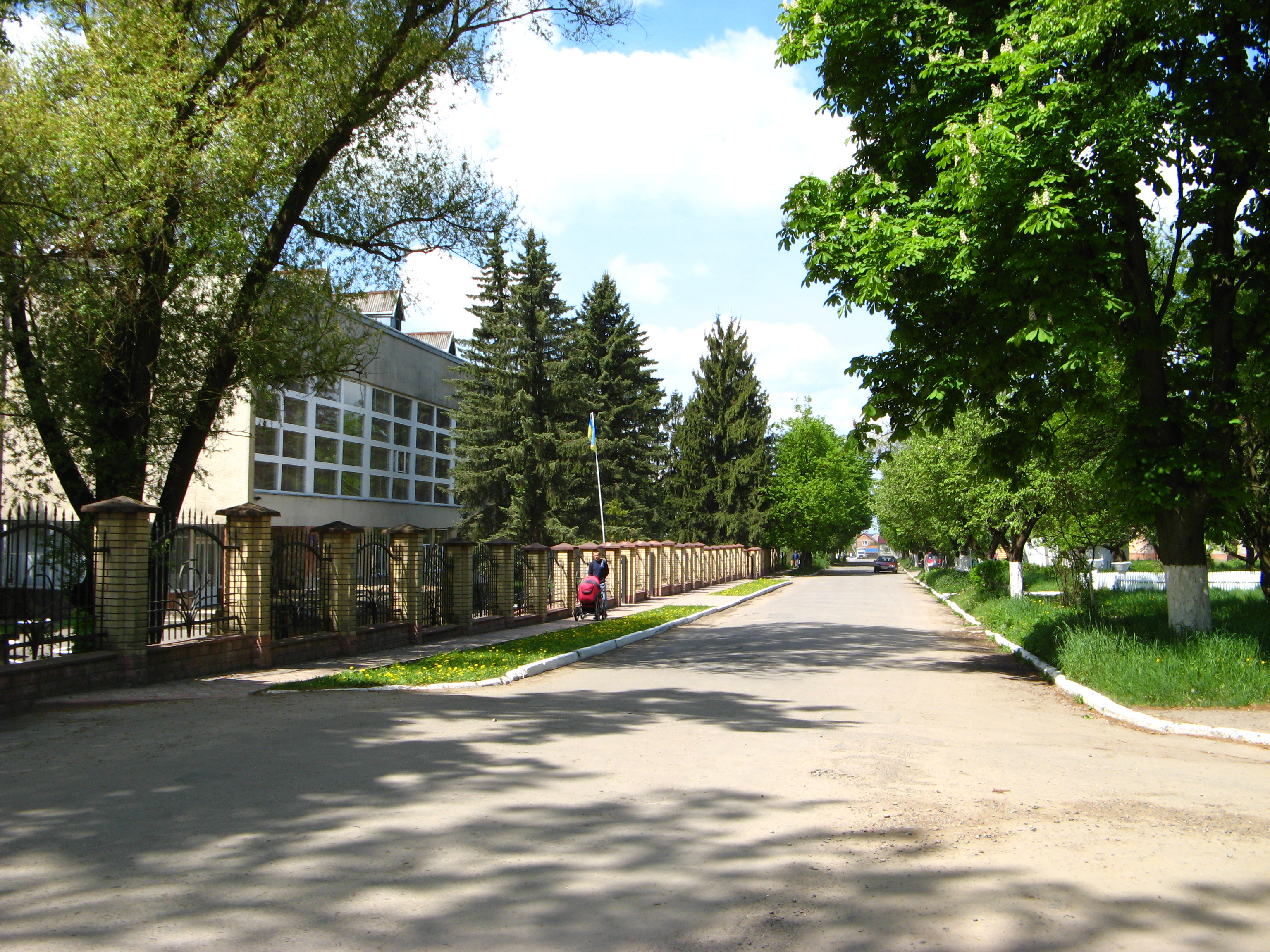
村中心

奧布羅希內（烏克蘭語：Оброшине），是烏克蘭西部利沃夫州利沃夫区奥布罗希内市镇里的村庄及其行政中心。始建於1431年，面積20平方公里，海拔高度314米，2020年人口4,186，人口密度每平方公里209.3人。